# 사우나

사우나(공중목욕탕) 건물의 모습.

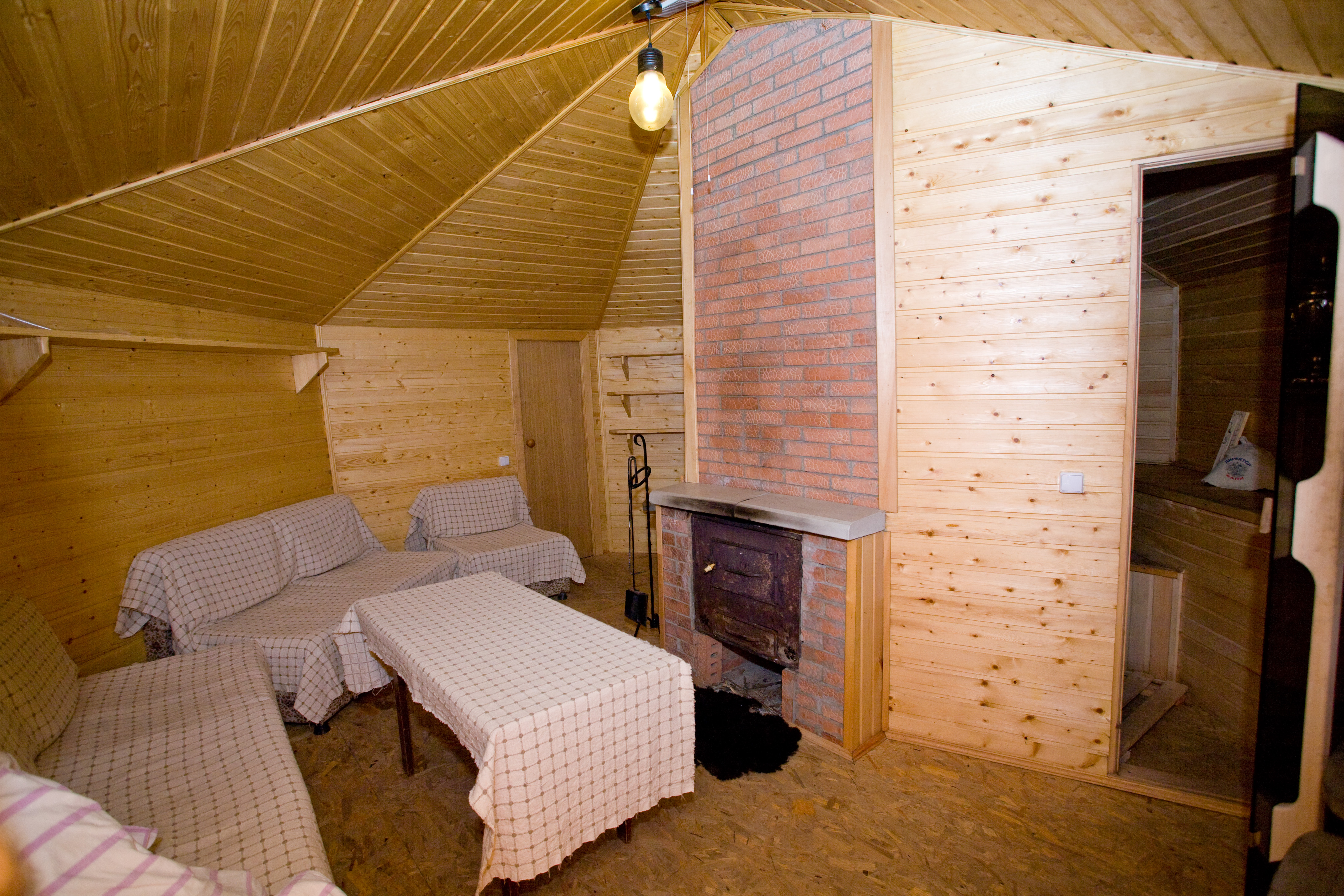
현대의 핀란드식 사우나의 모습.

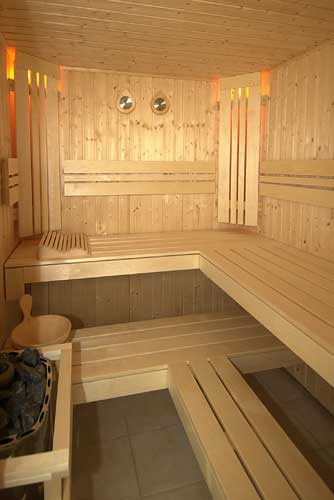
현대의 핀란드식 사우나의 모습.

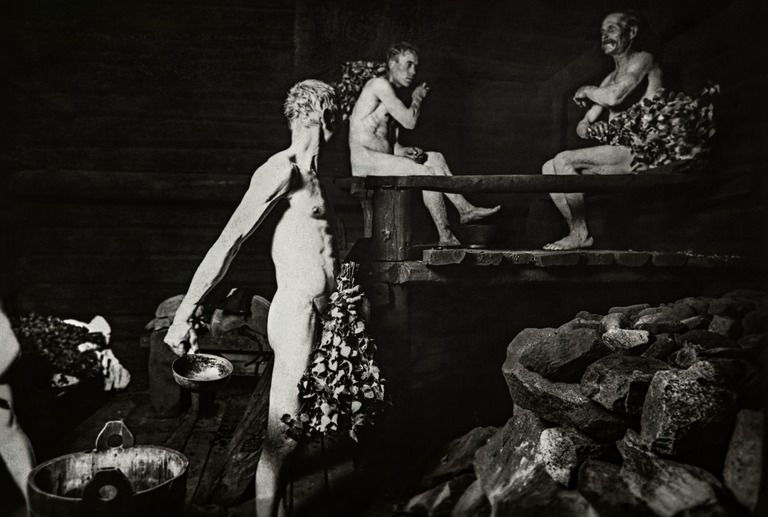
1900년대 헬싱키의 사우나.

사우나(핀란드어: sauna)는 온도가 매우 높은 방에서 알몸으로 들어와서 땀을 흘리는 목욕탕이다. 땀을 흘린 후에는 물로 씻는다. 몸의 물질대사가 좋아지는 효능이 있다고 한다. 핀란드식 증기 목욕탕 등 습식 사우나도 있다.
건식의 경우는 실온은 80~100℃도이지만, 건조하기 때문에 화상을 일으키지 않는다. 하지만 금속 물질을 몸에 지닌 채로 들어가면 금속이 열을 받아 뜨거워지기 때문에 굉장히 위험하다. 또한, 몸상태가 좋지 않은 사람이나 고혈압, 유아도 사우나에 들어가는 것을 삼가야 한다. 또한 노인들에게도 사우나는 위험하다. 그 이유는 급격한 온도 변화에 의해 몸에 악영향을 미칠 가능성이 높기 때문이다. 특히 음주 후 사우나를 이용했다간 자칫하면 바로 사망할 수도 있다.
핀란드 사우나에서는 가끔 덥게 탄 돌 위에 물을 내려서 증기를 발생시켜 체감 온도를 올린다. 이것을 뤄울루(löyly)라고 말한다. 또 자작나무의 잎으로 몸을 두드리는 경우도 있고, 근육 마사지 효과가 있다고 여겨진다.
한국에서는 찜질방이 증가하고 있지만, 여기에서는 50~90 ℃정도의 저온 사우나에서 T셔츠와 반바지를 착용해서 들어가서 돗자리 등을 깐 마루에 엎드려 눕는다(심장이 약한 사람의 경우에는 사망할 위험이 있기에 들어가지 않도록 한다). 사람 체온이 36.5도이니 적정온도는 보통 40-60도 사이가 좋다.
핀란드에서 두 번째로 큰 도시인 탐페레는 공식적으로 "세계의 사우나 수도"로 선언되기도 했다.

## 용어
사우나는"목욕"이라는 뜻으로 핀란드어이다. 이 용어의 기원은 초기 원시 독일어 stakna-에서 비롯된다. 핀란드어 외에 발트발트핀어에서 사우나는 꼭 목욕을 위해 설립된 건물이나 공간을 의미하지는 않는다. 어부를 위한 오두막집과 같은 같은 조그마한 집을 뜻할 수도 있다.
"사우나"라는 경우에는 이와 같은 설비가 있어서 간이 숙박도 할 수 있는 대규모 공중목욕탕도 가리킨다.

## 사우나의 종류
- 습식 사우나
- 건식 사우나

## 같이 보기
- 스파